# Теодорович, Михаил Владимирович
Михаил Владимирович Теодорович (1923—1991) — полковник Советской Армии, участник Великой Отечественной войны, Герой Советского Союза (1945).

## Биография
Родился 20 мая 1923 года в Петрограде. После окончания средней школы работал переплётчиком, одновременно заочно учился в Ленинградском институте инженеров водного транспорта. В июле 1941 года был призван на службу в РККА. Ускоренным курсом в декабре того же года он окончил Ленинградское артиллерийское училище. С мая 1942 года находился на фронтах Великой Отечественной войны.
К декабрю 1944 года гвардии капитан Михаил Теодорович командовал батареей 45-й гвардейской пушечной артиллерийской бригады 46-й армии 2-го Украинского фронта. Отличился во время освобождения Венгрии. В ночь с 4 на 5 декабря 1944 года Теодорович во главе группы корректировщиков переправился через Дунай в районе города Эрчи и управлял корректировкой огня всего дивизиона, что позволило уничтожить около 150 солдат и офицеров противника и подавить огонь двух артиллерийских и одной миномётной батарей. Противник предпринял несколько контратак, но все они были отражены. В критический момент боя Теодорович вызвал огонь на себя.
Указом Президиума Верховного Совета СССР от 24 марта 1945 года за «образцовое выполнение боевых заданий командования на фронте борьбы с немецкими захватчиками и проявленные при этом отвагу и геройство» гвардии капитан Михаил Теодорович был удостоен высокого звания Героя Советского Союза с вручением ордена Ленина (№ 35157) и медали «Золотая Звезда» (№ 4755).
Участвовал в Параде Победы. В послевоенное время продолжал службу в Советской Армии. С 1974 года — преподаватель в Военно-воздушной академии имени А. Ф. Можайского. В мае 1976 года в звании полковника Теодорович был уволен в запас. Проживал и работал в Ленинграде.
Был также награждён двумя орденами Отечественной войны 1-й степени, орденом Отечественной войны 2-й степени, двумя орденами Красной Звезды, орденом «За службу Родине в Вооружённых Силах СССР» 3-й степени и рядом медалей.
Умер 17 декабря 1991 года, похоронен на Богословском кладбище Санкт-Петербурга.